# Budeč u Zákolan

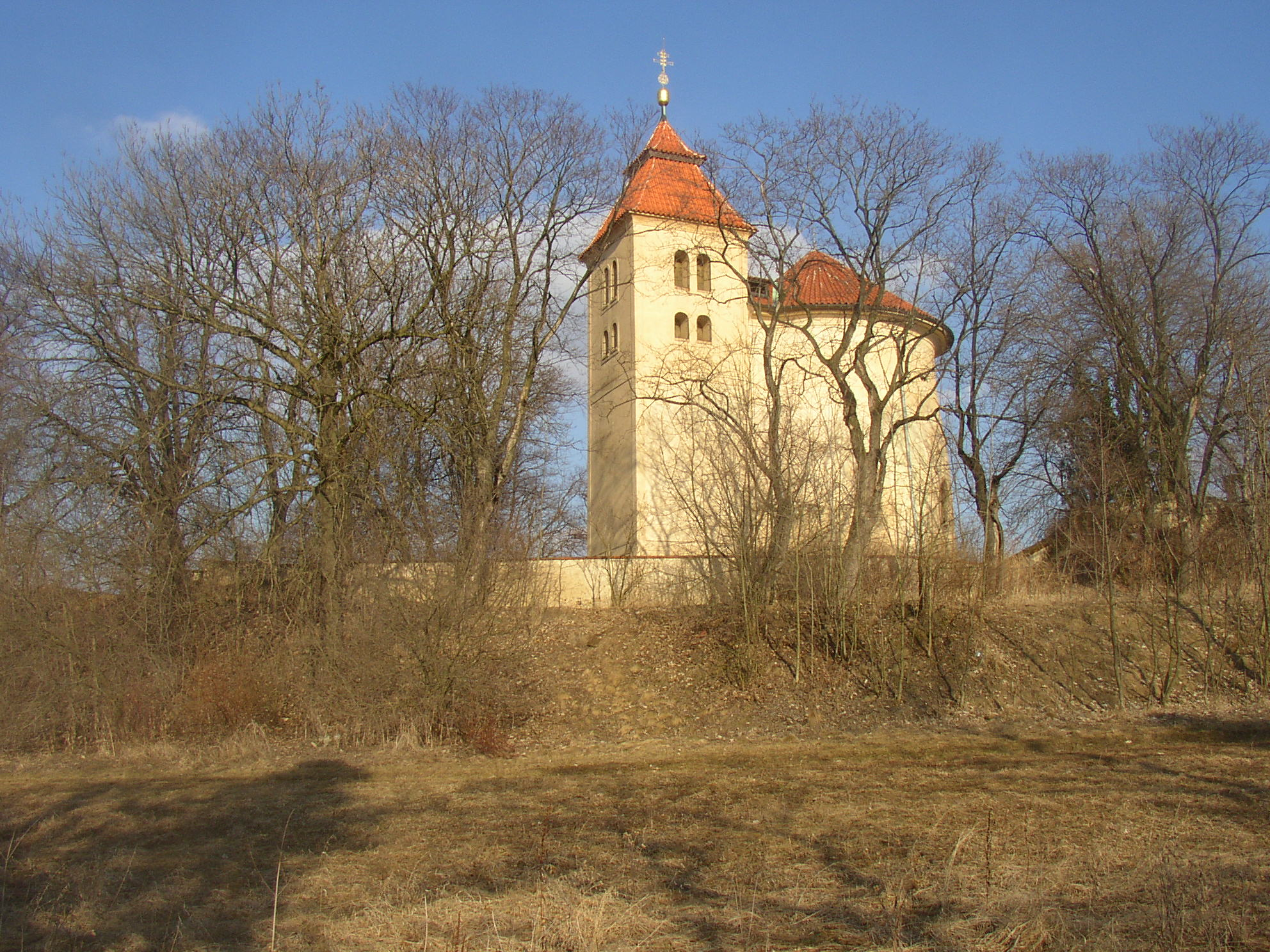
Die Rotunde des Hl. Peter-und-Paul in Budeč

Budeč (dt. Burg Budetsch) ist eine frühmittelalterliche Burg in Tschechien. Sie liegt 17 Kilometer nordwestlich vom heutigen Zentrum Prags bei der Gemeinde Zákolany im Okres Kladno. Auf dem Gelände befindet sich mit der Rotunde des Hl. Peter-und-Paul das älteste heute noch genutzte Bauwerk der tschechischen Republik.

## Beschreibung
Koordinaten: 50° 11′ 28″ N, 14° 14′ 39″ O

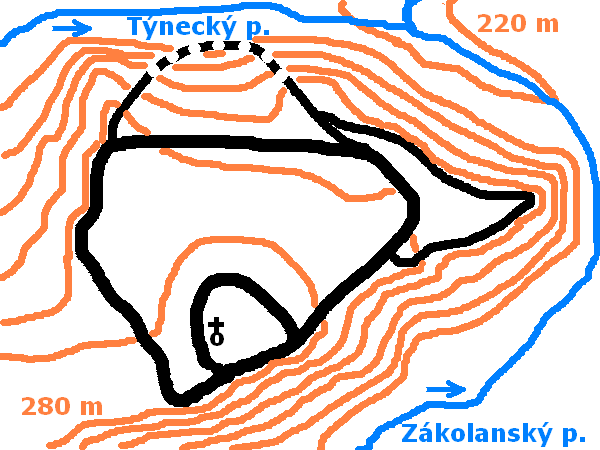
Lage von Budeč

Die Burg liegt gegenüber dem Dorf Kováry linksseitig über dem Tal des Zákolanský potok auf einer langgestreckten Anhöhe, die bis auf 260–280 m.ü.NN. ansteigt. Sie ist an drei Seiten von steilen Hängen geschützt. Der Höhenunterschied zwischen dem Burgareal und dem umliegenden Terrain beträgt bis zu 60 Meter.
Die heute immer noch gut sichtbare Befestigungsanlage war zweiteilig. Der innere Wall umschloss eine drei Hektar große Akropolis, in der ein befestigter Fürstensitz, zwei Kirchenbauten und weitere Wohn- und Wirtschaftsgebäude nachgewiesen wurden. Die ebenfalls befestigte Vorburg nahm eine Fläche von über 19 Hektar ein. Auch hier fanden sich Siedlungsbauten, die zum Teil eingetieft, zum Teil oberirdisch auf Steinfundamenten errichtet worden waren. Auf dem Gelände lagen außerdem drei größere Begräbnisstätten. Eine von ihnen enthielt ein Massengrab, in dem 33–50 vorwiegend junge, gewaltsam ums Leben gekommene Männer bestattet wurden. Ein Zusammenhang mit einer kriegerischen Aktion wird als wahrscheinlich angenommen, das Grab ist jedoch bisher nicht zuverlässig datierbar.
Die Befestigung selbst bestand aus einer Holzkonstruktion, die mit Lehm aufgefüllt war. Auf der Vorderseite wurde eine Steinmauer aufgeschichtet, die Rückseite war mit Pfählen abgestützt. Sowohl die innere als auch die äußere Wehrmauer wurden mehrfach ausgebaut und erweitert. Nach dem letzten Umbau am Ende des 10. Jahrhunderts war die Akropolis von einer 13 Meter breiten und 700 Meter langen Festungsmauer umgeben, die äußere Befestigung erreichte eine Länge von 1,5 Kilometern.

## Geschichte
Die Anhöhe war seit der jüngeren Bronzezeit befestigt. Diese erste Bauphase wurde vollständig von der frühmittelalterlichen Burganlage überdeckt, deren Gründung auf das Ende des 9. Jahrhunderts datiert und einem der frühen Přemysliden-Herrscher zugeschrieben wird. Als Bauherr kommt entweder der erste historisch bezeugte Přemysliden-Fürst Bořivoj oder dessen Sohn Spytihněv in Frage. Budeč war neben Prag und Levý Hradec einer der zentralen Hauptorte der sogenannten Přemysliden-Domäne, also des unmittelbaren Machtbereiches des Herrscherhauses. Es ist eine der wenigen Burgen dieser Periode, die Eingang in zeitgenössische schriftliche Quellen fand. Die Christianslegende vom Ende des 10. Jahrhunderts erwähnt den Bau der Kirche des Hl. Peter. Weitere Legenden berichten, dass der Heilige Wenzel um 919–920 in Budeč aus dem Psalter unterrichtet wurde und die erste Ausbildung im Lesen und Schreiben erhielt. Aus diesen Angaben wurde in späteren Jahrhunderten, besonders in der Chronik des Václav Hájek z Libočan aus dem 16. Jahrhundert, die Existenz einer „Schule“ im Sinne eines überregionalen Bildungszentrums in Budeč abgeleitet. Dies ist jedoch eine Spekulation, die sich weder aus den schriftlichen noch aus den archäologischen Quellen bestätigen lässt.
Ihre strategische Bedeutung behielt die Burg etwa bis zum Ende des 10. Jahrhunderts. Danach verfiel sie. Noch vor 1050 wurde der Fürstensitz aufgegeben, im 12. Jahrhundert die übrigen Siedlungsbauten verlassen. Danach blieben nur noch die Kirchen und der Friedhof in Gebrauch.
Im 20. Jahrhundert stieg Budeč zum beliebten katholischen Wallfahrtsort auf. Seit 1990 finden jährlich zwei Wallfahrten statt: eine zum Fest des Peter und Paul am 29. Juni und die zweite zum Fest des heiligen Wenzel am 28. September.
Das Areal zählt seit 1962 zu den Nationalen Kulturdenkmälern.

## Sakralbauten
Die Akropolis der Přemysliden-Burg verfügte über zwei Sakralbauten: Eine Marienkirche und die Rotunde des Heiligen Peter und Paul.
Die Kirche der Jungfrau Maria war ein ovaler Bau aus der Mitte des 10. Jahrhunderts. Sie wurde am Ende des 18. Jahrhunderts abgerissen. Ihren ehemaligen Grundriss markieren heute ausgelegte Steinplatten.
Die heute noch erhaltene Rotunde gründete nach der Christianslegende Fürst Spytihněv und ließ sie dem Heiligen Peter weihen. Archäologische Untersuchungen bestätigten, dass der vorromanische Bau aus dem späten 9. Jahrhundert stammt. Damit ist die Kirche das älteste erhaltene Gebäude der Tschechischen Republik. Ihr leicht unregelmäßig rundes Schiff misst über acht Meter im Durchmesser und verjüngt sich leicht nach oben. Es besteht zum größten Teil aus der ursprünglichen Bausubstanz. Im 12. Jahrhundert wurde ein rechteckiger romanischer Turm angebaut. In dieser Zeit ist vermutlich auch das Patrozinium um den Heiligen Paul erweitert worden. 1585 kam ein Chor, 1663 eine ebenfalls rechteckige Sakristei hinzu. Die Innenausstattung wurde 1876 bei einem Brand zerstört, lediglich eine Renaissance-Kanzel aus dem Jahr 1585 ist erhalten geblieben.